# 左卜全
左 卜全（、1894年〈明治27年〉2月20日 - 1971年〈昭和46年〉5月26日）は、日本の俳優、オペラ歌手。本名は三ヶ島 一郎（）異母姉は三ヶ島葭子。

## 来歴
1894年（明治27年）2月20日（火曜日）、埼玉県入間郡小手指村北野に小学校校長の次男として生まれる。三ヶ島家は代々、埼玉県入間郡三ヶ島村の氷川神社の神官だったが、祖父が分家して一家をなした。
1901年（明治34年）に北野小学校に入学する。1902年（明治35年）、父の転勤のため東京市麻布区（現在の東京都港区）の南山小学校に転校。まもなく東京府南葛飾郡船堀村（現在の江戸川区船堀）に移った。1905年（明治38年）、船堀小学校を卒業。京橋のばら歯磨本舗「東光園」へ小僧奉公に出るが、1907年（明治40年）に船堀に戻り高等小学校3年に編入した。
1909年（明治42年）、高等科を卒業後、牛乳配達や新聞配達、土工など様々な仕事に就く。この間、苦学して立教中学校（現・立教池袋中学校）に短期間通ったが中退した。
1914年（大正3年）、「帝劇歌劇部」に第3期生として入り、オペラ歌手として歌唱法やダンスを学んだ。当時は舞踏家を目指していたが、帝劇洋劇部が解散したことにより断念。小さな劇団を転々とした。1920年（大正9年）、関西に移り「新声劇」に入る。1926年（大正15年）、「松旭斎天華一座」に入り、三ヶ島天晴（みかじま てんせい）の芸名で活躍。満州、中国まで巡業に出た。
1935年（昭和10年）、東京へ戻り、経営者の佐々木千里に誘われて新宿の「ムーランルージュ新宿座」に入る。以来、左卜全の芸名で老け役の喜劇俳優として活躍しているところを松竹に引き抜かれて「移動演劇隊」に入った。しかし、この頃から左脚に激痛を伴う突発性脱疽を発症してしまう。医者からは脚の切断を勧められたが、俳優以外に天職が無いと考えていた卜全はあえて激痛を伴う脱疽と共に生きる決意をし、以後は生涯にわたり撮影時以外は移動に松葉杖を使うようになっていった。
1945年（昭和20年）、敗戦後に水の江滝子の「劇団たんぽぽ」に加わった。
1946年（昭和21年）、52歳にして当時37歳だった遠い親戚の女性（小暮糸）と結婚。同じ頃、小崎政房を座長とする「劇団空気座」の結成にも参加。
1949年（昭和24年）、「空気座」が解散すると卜全は小崎の紹介で「太泉映画大泉スタジオ」（のちに合併して東映）に入った。同年、今井正監督の『女の顔』にて55歳で銀幕デビュー。山本嘉次郎監督の『脱獄』での飄々とした演技が目に留まり、黒澤明監督の『醜聞』にワンシーンながら出演し、存在を印象づけた。
以後、フリーとなってからはとぼけた老人役で手腕を発揮し、笠智衆と並ぶ老け役の名手として活躍した。
黒澤に重用され、『生きる』『七人の侍』など、計7本に出演したが、自他共に認めていた代表作は『どん底』でのお遍路役であった。
1970年（昭和45年）、日本グラモフォン（現・ユニバーサルミュージック）より『老人と子供のポルカ』で歌手デビューを果たした。
1971年（昭和46年）、銀婚式まで後1か月だったが老衰による全身衰弱のため、5月26日に77歳で没した。死の床の際、最期を看取った妻の糸が「一郎さん」と呼びかけたのに「は〜い」と小さな声で応えたのが卜全の最後の言葉だった。墓所は所沢市三ケ島霊苑。

## 人物・逸話
映画では「根っからの変人」と思わせる自然体の演技で人気を博すが、その芸は日々の勉強に裏打ちされたものであり、「私の芸はぶっ倒れそうになりながら絞り出たものであり、自分自身、芸の世界に入ってからというもの毎日が死以上の苦しみであった」と後に回想していた。
実生活においても、芸能界で一・二を争うほどの変人として知られ、薬草を摘んでは楽屋で干していて、「五種の野草を煎じた不老長寿の霊薬」が入っているという水筒を首から提げ、いつも撮影所に持ち込んで飲んでいた。
「脚が悪いから」と言って撮影所内では松葉杖をついて歩いていたが、土屋嘉男によると、バスに乗り遅れまいと二人で走った時には松葉杖を小脇に抱え、土屋を追い越してしまい土屋は追いつけなかったという。
撮影所にはいつも妻の糸が同伴していた。糸は新興宗教の教祖でもあり、信者は左だけだった。よく撮影の合間には手を合わせてお祈りをし、すべてのギャラは教祖である妻に供えていたが、土屋によるとときどき欠伸をしていたという。
なお、撮影所では常によれよれのモンペ姿で、同僚とも離れて過ごし、周囲も干渉しなかったので忘れられることが多かったが、土屋にだけはよく話しかけてきたという。土屋はちょうど郷里の土蔵をとり壊す予定だったが、これを聞いた卜全から「住まいにするから土蔵を売ってくれ」と懇願されたという。
自宅に「若返り回転機」という、体を固定して上下回転するベッドのような機械を据え付けていて、出かける前に必ずこれを自分で操作して一運動していた。それからゆっくりとお祈りし、水筒を提げて出かけるため撮影が中止になったこともあった。
役者になる前は浅草オペラでオペラ歌手を務めていた。「ムーランルージュ」時代、「薔薇座」を主宰していた千秋実に呼ばれて舞台に出たが、段取りを無視してシリアスな芝居をぶち壊し、以来卜全は千秋から恨みを買っていた。
黒澤映画の常連であったが、黒澤は自身の誕生パーティに呼ぶのを忘れることがしばしばあった。土屋はそれを「左さんらしい」と称しており、別格の扱いであったと述べている。
服装も基本的に着たきりで滅多に服を新調しなかったため、いつも身なりがボロボロで浮浪者のようであった。また、突拍子も無い服装で出歩く事も多かったと言い、ムーランでの同僚だった明日待子は晴れた日に長靴を履き、雨合羽を着た上に雨傘を持って劇場や撮影所に出勤してきた卜全を見て驚き、理由を聴いたところ「夢で神様からお告げがあったから」と答えた事に唖然としたと語っている。
このような奇行や飄々とした個性的な性格から芸能界随一の変人として有名だったが、私生活でも独自の生活スタイルを貫いた変わり者であったと言い、芸能界に何十年も在籍していながらプライベートでの芸能人の友人は一人もいなかったと言う。また、41歳の時に患った突発性脱疽が原因で脚が不自由になり身体障害者手帳を持っていたが、卜全は障害者手帳を持って外出する事はほとんど無く、さらに性格や普段からの奇行が原因で世間から「身体障害者を装っている」と思われる事も多かったと言う。激痛に耐えながら仕事をする夫の事を何も知らず、世間が勝手に「左卜全は身体障害者の振りをしている」と噂している事に深く傷ついて怒りを抑えられなかった糸に対して卜全は全く動じず、逆に「何を怒っているんだ？逆だよ。そう言う噂があるからオレが助かっているんだよ。役者に病気があるなんて知られて同情なんかされたらそれこそ致命的だ」と糸に笑いながら話したと言う。
結婚のきっかけは、舞台に立っていた左のひどく汚い姿と、ふと見せた汚れなき笑顔に、糸が気高く高貴なものを感じたからだったが、卜全と糸との夫婦仲は大変良好で、卜全が外出する時は必ず妻が付き添っていた。卜全は自身の誕生日に夫婦で銀座に出かけるのが恒例で、毎年とても楽しみにしていたと言う。撮影の際も必ず妻が付き添っており、特に黒澤の映画の撮影では卜全が重用されて『七人の侍』で何度も全力疾走したり、『生きる』で何十回もNGを出して録り直しをしたため、糸が左脚をマッサージしたり応急処置をするなど卜全を献身的にサポートしていたと言う。卜全も糸の事を大切に思っており、外出時は何かトラブルがあった時に糸を守れるよう、常に小刀などの護身用の武器を懐に入れていたと言われている。糸は卜全逝去後の1977年、評伝『奇人でけっこう　夫・左卜全』（文化出版局、装画・題字は森繁久彌）を著している。
夫婦の墓所は卜全の出生地に近い埼玉県所沢市堀之内の比良の丘、金仙寺近くにある三ヶ島墓苑にある。
生前は東京都世田谷区若林一丁目に在住していた。自宅は卜全が亡くなった後も糸が1996年7月25日に87歳で亡くなるまで暮らしていたため存在していたが、糸が亡くなった事や老朽化も重なったために1997年に取り壊されて現存しない。ただし、その際に自宅にあった門は墓所の三ヶ島墓苑に移設されたほか、自宅内にあった台本などの資料は所沢市教育委員会に寄贈された後に三ヶ島公民館に展示されている。跡地には1998年3月にアパートが落成し、このアパートには生前の卜全の名声を未来に残す意味を込めて『プレステージ・レフト』と名付けられた。翌1999年には「左卜全を偲ぶ会」の手により「常道の芸では　先がしれてる　されば　逆　遠き苦難の　みちを求めん」と記された碑と解説板がアパート前に立てられている。

## 歌手活動
1970年（昭和45年）2月10日に、劇団ひまわりの子役で構成された「ひまわりキティーズ」をバックコーラスに添えた「老人と子供のポルカ」（早川博二作曲）を発売。
同曲は当初経済評論家の小汀利得が歌う予定だったが、没案となったため、急遽卜全が代役で歌うことになった。これが40万枚を売り上げる大ヒットとなり、76歳当時「史上最高齢の新人歌手」として話題になったが、卜全は買取契約をしていたため20万円しか支払われなかった。翌年には「拝啓天照さーん」を録音したが、直後に卜全が死去したためレコードはほとんど流通しなかった。
卜全は「老人と子供のポルカ」はヒットするとは全く考えておらず、ヒットしたときのインタビューでも「ありゃもうおしまい。5月までじゃな、アーハハ」と、余裕の表情だったという。
なおも歌の収録が決まっていた時は特に体調管理に気をつけており、収録の1週間前から当日までクロロフィルを欠かさず飲み続けていたと言う。
「老人と子供のポルカ」のレコードの収録の際、卜全の歌い方が遅くて演奏やひまわりキティーズの歌声と全然噛み合わず、何度も録り直しをして6時間かけてようやく収録している。しかしこれによりひまわりキティーズには迷惑をかけたものの、卜全自身は疲労を見せるどころか全く平然としていたと言う。テレビ中継や収録で歌うときも口パクを嫌って地声で歌っていたが、演奏と歌がなかなか噛み合わず、演出担当者が指導しようとすると「機械のほうで俺に合わせろ!!」と啖呵を切り、マイペースで歌っていたと言う。そこで演出担当者は歌が途切れそうだった時はミキサーを調整して流すと言う手法を使って本放送を凌いだと言う。啖呵を切る一方で本番で歌い終わった後は必ずスタッフ全員に「皆さんお疲れさんでした」と労いの言葉をかけてから帰ったと言う。
卜全の葬儀の際にはひまわりキティーズのメンバーも駆けつけ、「老人と子供のポルカ」の大合唱で卜全を葬送した。また、2004年に早川が死去した際、彼の葬儀に際しても地元の合唱団によって歌われた。
今日までに「老人と子供のポルカ」は以下の歌手によってカバーされている。
- 16TONS（1991年） - アルバム「16TONS」にて。
- 豊田眞唯、笑福亭松之助（1999年） - 「老人と子供のポルカ〜学校の怪談バージョン」としてカバー。映画『学校の怪談4』
- ザ・フォーク・クルセダーズ（2002年） - アルバム『戦争と平和』にて。「自切俳人&カメレオンズ・スリー」名義。
- 梅津栄とプレイハウス（2004年）
- いっこく堂（2005年）
- ドント・ウォーリー・ベイビーズ（2006年）
- 高田純次（2007年） - 「適当男のポルカ」としてカバー。
- 大宮アイドール（2015年） - マキシシングル「流星Destiny」に収録。

ほか
「老人と子供のポルカ」はこの他にも幾度かCMで使われたほか、テレビ東京系の番組『出川哲朗の充電させてもらえませんか?』での充電切れの時など、様々な場面で使用されている。

## 出演作品

### 映画
- 女の顔（1949年、東宝） - 山田

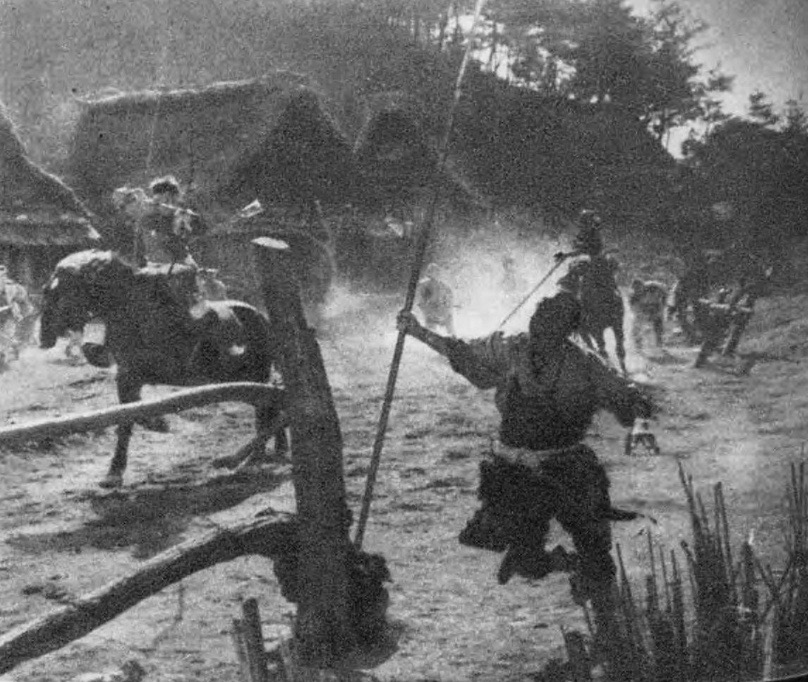
『七人の侍』（1954年）。左は村人の与平を演じた。

- 醜聞（1950年、松竹） - 酔っ払いの男
- 当り矢金八捕物帖 千里の虎（1950年、新光映画）
- 腰抜け二刀流（1950年、佐藤プロ・新東宝） - 中村屋権六
- 馬喰一代（1951年、大映） - 五作
- 青い真珠（1951年、東宝） - リウの父
- 白痴（1951年、松竹） - 軽部
- 悲歌（1951年、東宝） - 老人夫
- 右門捕物帖　片眼狼 （1951年、新東宝）
- 荒木又右衛門 決闘鍵屋の辻（1952年、東宝） - 六助の父
- 恋風五十三次（1952年、東映） - 源次
- 生きる（1952年、東宝） - 市民課課員・小原
- 母のない子と子のない母と（1952年、新教映） - 史郎のおじいちゃん
- 港へ来た男（1952年、東宝） - カン爺
- 人生劇場 第二部（1953年、東映） - 郵便配達夫
- 七人の侍（1954年、東宝） - 与平[1]
- どぶ（1954年、近代映画協会） - 大酔軒の主人
- 愛と死の谷間（1954年、日活） - 遊覧船上の中年男
- 沓掛時次郎（1954年、日活） - 医者道庵
- 関八州勢揃い（1954年、新東宝） - 白雲上人
- 狼（1955年、近代映画協会） - 洗濯屋主人
- 由起子（1955年、中央映画） - 営林署の小使
- 恋化粧（1955年、東宝） - 工場主
- 警察日記（1955年、日活） - 猪岡熊太郎
- 生きものの記録（1955年、東宝） - 地主
- 力道山物語 怒濤の男（1955年、日活） - 作造老人
- 春の夜の出来事（1955年、日活） - 源さん
- 続・警察日記（1955年、日活） - 駒田老人
- サラリーマン目白三平シリーズ（東映）
  - 続サラリーマン目白三平（1955年） - 杉山老人
  - サラリーマン目白三平 亭主のためいきの巻（1960年） - ゴム紐売り
- 現代の欲望（1956年、東宝） - 蜷川老人
- 白夫人の妖恋 （1956年、東宝） - 仙翁[13][2]
- 台風騒動記（1956年、山本プロ） - 友田議長
- 満ちて来る潮（1956年、東映） - 講演者
- 流星空手打ち（1956年、東映） - 遠州の爺さん
- 眠狂四郎無頼控（1956年、東宝） - 空然
- 東北の神武たち（1957年、東宝） - 文平ズンム
- 智恵子抄（1957年、東宝） - 五平老人
- 柳生武芸帳シリーズ（東宝） - 大久保彦左衛門[1]
  - 柳生武芸帳（1957年）
  - 柳生武芸帳 双龍秘剣（1958年）
- 大菩薩峠（東映） - 道庵先生
  - 第一部（1957年）
  - 第二部（1958年）
  - 完結篇（1959年）
- どん底（1957年、東宝） - 嘉平
- 山鳩（1957年、東宝） - 蓬莱館老主人
- あらくれ（1957年、東宝） - 駄菓子屋のお爺さん
- 大当り三色娘（1957年、東宝） - 小林平吉
- おトラさんのお化け騒動（1958年、東宝） - 住職
- 大当り狸御殿（1958年、東宝） - 阿波守
- 怒りの孤島（1958年、日映） - ニコヨン重助
- 負ケラレマセン勝ツマデハ（1958年、東宝） - 外山
- 丹下左膳シリーズ（東映）
  - 丹下左膳（1958年） - 田丸主水正
  - 丹下左膳 怒涛篇（1959年） - 作爺
  - 丹下左膳 濡れ燕一刀流（1961年） - 林道庵
- 弥次喜多道中記（1958年、東宝） - 百姓
- 無法松の一生（1958年、東宝） - 居酒屋の亭主
- 坊っちゃん（1958年） - 小使
- 日蓮と蒙古大襲来（1958年、大映） - 老武士
- 眼の壁（1958年、松竹） - 加藤大六郎
- 裸の大将（1958年、東宝） - 老いた乞食
- 駅前シリーズ（東宝）
  - 駅前旅館（1958年） - 相田先生
  - 喜劇 駅前温泉（1962年） - 客A
  - 喜劇 駅前茶釜（1963年） - 神主
  - 喜劇 駅前天神（1964年） - 大野英造
  - 喜劇 駅前医院（1965年） - 関東砂利沢組の親分・大吉
  - 喜劇 駅前漫画（1966年） - いやみ湯の番頭
  - 喜劇 駅前学園（1967年） - 春元先生
  - 喜劇 駅前百年（1967年） - 爺さん
  - 喜劇 駅前桟橋（1969年） - 堺信作
- 日本誕生（1959年、東宝） - 天御中主神[13][2]
- コタンの口笛（1959年、東宝） - フィリップ
- 大学のお姐ちゃん（1959年、東宝） - 千一不動産の親父
- こだまは呼んでいる（1959年、東宝） - 籠屋の爺さん
- サラリーマン出世太閤記 課長一番槍（1959年、東宝） - 石川剛右衛門
- 新・三等重役 旅と女と酒の巻（1960年、東宝） - 春吉旅館の番頭
- サラリーマン御意見帖 男の一大事（1960年、東宝） - 大学の職員
- 八百屋お七 江戸祭り一番娘（1960年、東宝） - 日和上人
- ガス人間第一号（1960年、東宝） - 猫背の老鼓師[1][2]
- 幽霊繁盛記（1960年、東京映画） - 僧侶
- 太陽の墓場（1960年、松竹） - バタ屋
- 悪人志願（1960年、松竹） - 豚舎の老人
- お嬢さん三度笠（1960年、大映） - 善光寺参りの老人
- 水戸黄門（1960年、東映） - 鯣堂
- 伴淳・森繁のおったまげ村物語（1961年、松竹） - 医者
- 風流滑稽譚 仙人部落（1961年、新東宝） - 医者
- ゲンと不動明王（1961年、東宝） - 音爺
- 新吾二十番勝負 第二部（1961年、東映） - 桧垣主水
- アワモリ君西へ行く（1961年、東宝） - 高山会長
- サラリーマン弥次喜多道中（1961年、東宝） - 静岡の組合長大原
- 社長シリーズ（東宝）
  - 続サラリーマン忠臣蔵（1961年） - 天野義平
  - 社長道中記（1961年） - 横山会長
  - 社長紳士録（正続共）（1964年） - 黒田
  - 続・社長学ABC（1970年） - 阿藻会長
- 若大将シリーズ（東宝）
  - 大学の若大将（1961年） - 石脇教授
  - 銀座の若大将（1962年） - 石脇教授
  - 日本一の若大将（1962年） - 卜庵和尚
  - ハワイの若大将（1963年） - 古屋老人[14]
  - 南太平洋の若大将（1967年） - 有田日出造
  - リオの若大将（1968年） - 宇野老人
  - フレッシュマン若大将（1969年） - 大梨老人
  - 俺の空だぜ!若大将（1970年） - 老人
- 進藤の社長シリーズ（ニュー東映）
  - 次郎長社長よさこい道中（1961年） - 善助
  - 次郎長社長と石松社員 威風堂々（1961年） - ミッキー黒駒
- 街（1961年、ニュー東映） - 芝木老人
- 喜劇 にっぽんのお婆あちゃん（1962年、松竹） - 優等生じいさん関
- 赤い蕾と白い花（1962年、日活） - 藤林医師
- 青べか物語（1962年、東宝） - 老船長
- ぶらりぶらぶら物語（1962年、東宝)
- 若さま侍捕物帖 お化粧蜘蛛（1962年、東映） - 五郎八
- 危いことなら銭になる（1962年、日活） - 坂本名人
- 下町の太陽（1963年、松竹） - 善助
- 青い山脈（1963年、日活） - 長森老人
- 秘剣（1963年、東宝） - 大塚喜兵衛
- ばりかん親分（1963年、松竹） - 易者
- 青島要塞爆撃命令（1963年、東宝） - 牛車の親方[13][2]
- 残菊物語（1963年、松竹） - 木賃宿の老爺
- ジェリーの森の石松（1963年、東映） - 袋井の五郎蔵
- 若い仲間たち うちら祇園の舞妓はん（1963年、宝塚映画） - 老僧
- 座頭市あばれ凧（1964年、大映） - 花火師久兵衛
- 男嫌い (1964年、東宝)
- 三匹の侍（1964年、東映）
- クレージー映画（東宝）
  - 無責任遊侠伝（1964年） - 呑海和尚
  - 日本一のゴリガン男（1966年） - 寺の住職
  - クレージーの怪盗ジバコ（1967年） - 右翼の大物
  - 奇々怪々 俺は誰だ?!（1969年） - 大薮教授
- 姿三四郎（1965年、東宝） - 和尚
- 大怪獣ガメラ（1965年、大映） - 百姓の爺さん
- 赤ひげ（1965年、東宝） - 入所患者
- 黒い賭博師 ダイスで殺せ（1965年、日活） - 多吉老人
- 何処へ（1966年、東宝） - 小使
  - 続・何処へ（1967年、東宝） - 駅長
- 運が良けりゃ（1966年、松竹） - 吾助
- 俺にさわると危ないぜ（1966年、日活） - 百地
- 喜劇列車シリーズ
  - 喜劇急行列車（1967年、松竹） - 駅長
  - 喜劇団体列車（1967年、東映） - 老人
- 幕末てなもんや大騒動（1967年、宝塚映画・東宝） - 「村田屋」の佐吉
- 乱れ雲（1967年、東宝） - バスの老人
- スクラップ集団（1967年、松竹） - 釜ヶ崎の老人
- 謝国権「愛」より （秘）性と生活（1969年、東映） - 安田老人
- 赤毛（1969年、東宝） - 伍平爺さん
- 東海道お化け道中（1969年、大映） - 甚兵衛
- 喜劇 一発大必勝（1969年、松竹） - 医者
- 俺たちの荒野（1969年、東宝） - 労務者風の男
- 夜の歌謡シリーズ おんな（1969年、東映） - ヌードスタジオの客
- 昭和残侠伝 唐獅子仁義（1969年、東映） - 佐兵衛
- いい湯だな全員集合!!（1969年、松竹） - 署長
- コント55号 宇宙大冒険（1969年、東宝） - 軍事長官
- 男はつらいよ フーテンの寅（1970年、松竹） - 下足番・徳爺
- 旅行シリーズ（松竹）
  - 喜劇 縁結び旅行（1970年） - 大石
  - 喜劇 開運旅行（1971年） - 爺さま
- 三匹の牝蜂（1970年、東映） - 爺さん
- （秘）セックス恐怖症（1970年、東映） - 中年男
- 喜劇 女もつらいわ（1970年、日活） - 朝太郎
- 喜劇 ああ軍歌（1970年、松竹） - 爺さん
- ある兵士の賭け（1970年、石原プロ） - ボイラーマン
- ずべ公番長 夢は夜ひらく（1970年、東映）
- ボクは五才（1970年、大映） - 安衛門
- 栄光への反逆（1970年、東宝） - 老人
- 喜劇 女は男のふるさとヨ（1971年、松竹） - 鳥さん
- 新・ハレンチ学園（1971年、ダイニチ映配） - アルフアタ甚兵衛

### テレビドラマ
- チロリン村とくるみの木（1956年 - 1964年、NHK） - ジャガタラ和尚
- 三太物語（1961年、CX） - せん爺(主人公三太の祖父)
- お気に召すまま 第7話「トツトツ・クラブの紳士たち」（1962年、NETテレビ）
- 忍者ハットリくん (実写版)（1966年、NET） - 木曽仲経脳屁之斎斎（きそのなかのり のうへのさいさい）
- 新吾十番勝負（1967年、TBS / 松竹テレビ室）- 藤井三太夫
- 快獣ブースカ 第10話「あの広場を守れ!」（1967年、NTV） - 山川広之介
- チャコねえちゃん（1967年、TBS）
- 白い巨塔（1967年、NET） - 山田
- 意地悪ばあさん 第32話「浪人よ大志を抱けの巻」（1968年、YTV）
- バンパイヤ 第5話「老バンパイヤの最后」（1968年、CX） - 立花博士
- 犬と麻ちゃん 第19話「恋と涙と愛」（1969年、NET） - 麻子の祖父
- ザ・ガードマン（TBS）
  - 第236話「喜劇・いらっしゃいませ集団万引様」（1969年）
  - 第275話「60才の花嫁・残酷物語」（1970年）
- 五番目の刑事 （1969年 - 1970年、NET） - 源さん
- 柳生十兵衛 第30話「足を洗った男」（1970年、CX） - 大口屋
- プレイガール 第62話「老人と女のポルカ」（1970年、12CH）
- ハレンチ学園（1970年、12CH） - 用務員甚兵衛
- テレビスター劇場 産科・歯科（第1シリーズ）（1970年、毎日放送）
- 遠山の金さん捕物帳 第44話（1971年、NET / 東映） - 茶店の親爺
- ワン・ツウ アタック!（1971年、12CH） - 女子寮世話人 ※遺作

### その他のテレビ番組
- 今晩は裕次郎です（1963年、NTV）
- 夜の笑待席（1969年、NTV） - レギュラー
- 第20回NHK紅白歌合戦（1969年、NHK） - ゲスト出演
- 爆笑漫才大学（1970年、NHK）
- 異色歌手紅白歌合戦（1970年、CX）
- 夜のヒットスタジオ 第84回（1970年、CX）

### ラジオ番組
- 歌謡大行進（1970年 - 1971年、文化放送） - 土曜パーソナリティー